# Cantonul Marcq-en-Barœul
Cantonul Marcq-en-Barœul este un canton din arondismentul Rijsel, departamentul Nord, regiunea Nord-Pas-de-Calais, Franța.

## Comune
- Bondues (Bonduwe)
- Marcq-en-Barœul (Marke) (reședință)